# نوکاردیسین ای
نوکاردیسین ای (به انگلیسی: Nocardicin A) با فرمول شیمیایی C۲۳H۲۴N۴O۹ یک آنتی‌بیوتیک بتالاکتام از گروه مونوباکتامها با جرم مولی آن ۵۰۰٫۴۶ g/mol می‌باشد. این آنتی‌بیوتیک از نوکاردیا مشتق میشود.